# 島津忠倍
島津 忠倍（しまづ ただます、天正6年2月1日（1578年3月19日） - 慶長14年5月18日（1609年6月19日））は、安土桃山時代から江戸時代前期にかけての薩摩島津氏の庶流。幼名は菊寿丸、通称は又五郎。受領名は河内守。

## 略歴
島津忠長の嫡男として誕生した。祖父の島津尚久は島津氏15代当主・島津貴久の末弟である。
主家である島津氏が豊臣秀吉に降伏した後、父の忠長は人質として伏見に在勤していたが、忠倍も薩摩国と往来しながら伏見に在勤した。父と共に文禄・慶長の役にも従軍し、慶長5年（1600年）に関ヶ原の戦いが発生した際も、加藤清正の軍船が水俣との国境を侵す動きを見せたため、父と共に国境警備の役を仰せ付かっている。慶長11年（1606年）、父の忠長が鹿児島へ居を移した際、忠倍は父の命により領有する東郷へ居を移した。
慶長14年（1609年）に死去した。享年32。法名は「大円覚翁庵主」。殉死者が3名（阿久根為兵衛・山本弾右衛門・有馬慶助）出ている。

## 系譜
- 父：島津忠長
- 母：島津忠将の娘
- 妻：喜入久道の娘